# Pseudochelidura sinuata
Pseudochelidura sinuata ist eine Art der zu den Insekten gehörenden Ohrwürmer und in Südwesteuropa verbreitet.

## Merkmale
Die Körperlänge beträgt mit Zange 9–17 mm. Die Elytren sind kürzer als das Pronotum, die Hinterkanten der Elytren sind schräg. Die Zangen der Männchen gehen an der Basis schräg auseinander, die Spitzen sind jedoch parallel. An den Basen der Cerci befindet sich jeweils ein prominenter Dorn. Die Zangen der Männchen können in ihrer Form variabel sein, das hat früher zu der Annahme geführt, es würde sich um mehrere Arten handeln. Die Zangen können lang und eckig gekrümmt sein oder kürzer und dafür rundlicher gekrümmt. Das Pygidium variiert ebenfalls, ist aber meist kurz und abgerundet. Die Zangen der Weibchen sind einfach geformt, kürzer und gerade. Die Art ist generell relativ dunkel gefärbt, der Körper ist hauptsächlich rötlichbraun bis schwarzbraun, die Beine sind heller.

### Ähnliche Arten
In Italien leben Pseudochelidura orsinii und Pseudochelidura galvagnii, aus dem Kantabrischen Gebirge ist noch Pseudochelidura cantabrica bekannt. Die ehemals anerkannten Arten Pseudochelidura minor und Pseudochelidura montuosa gelten mittlerweile als Synonyme von Pseudochelidura sinuata.
Ebenfalls in den Pyrenäen lebt Chelidura pyrenaica. Bei dieser Art sind die Zangen der Männchen jedoch ungezähnt. Dies ist ebenfalls bei Chelidura arverna aus dem Zentralmassiv der Fall. Ähnlichkeiten treten auch mit den Gattungen Chelidurella und Mesochelidura auf, so beispielsweise mit dem Waldohrwurm (Chelidurella acanthopygia). Gerade Weibchen der Unterfamilie Anechurinae sind oftmals schwer zu unterscheiden.
In der Sierra Nevada lebt noch Eulithinus analis. Diese Art sieht Pseudochelidura sinuata extrem ähnlich und weist ebenfalls variable Zangen bei den Männchen auf. Daher kam es in Literaturangaben schon häufiger zu Verwechslungen mit Pseudochelidura minor (Synonym) und Pseudochelidura sinuata.
Die Männchen von Pseudochelidura orsinii besitzen relativ parallele Cerci, sie sind nicht abgeknickt wie bei Pseudochelidura sinuata.

## Verbreitung
Die Art lebt in den Pyrenäen und im südwestlichen Zentralmassiv.
Pseudochelidura sinuata kann unter Steinen und Gras in Gebirgen gefunden werden.

## Taxonomie
Die Art wurde 1825 von Ernst Friedrich Germar als Forficula sinuata erstbeschrieben. Auch Frédéric de Lafresnaye beschrieb die Art 1828. Synonyme lauten Forficula dufourii Serville, 1839, Chelidura sinuata Fischer von Waldheim, 1846, Chelidura sinuata var. opisthogona Borelli, 1905, Pseudochelidura minor Steinmann, 1979 und Pseudochelidura montuosa Steinmann, 1981.